# Wilhelm Häfner
Wilhelm Häfner (Lebensdaten unbekannt) war ein deutscher Fußballspieler.

## Karriere
Häfner gehörte dem Karlsruher FV als Mittelfeldspieler an, für den er in den vom Süddeutschen Fußball-Verband organisierten Meisterschaften von 1903 bis 1906 im Gau Mittelbaden, in einer von sechs Gauen als regional höchste Spielklasse, Punktspiele bestritt.
Während seiner Vereinszugehörigkeit gewann er zweimal die Meisterschaft im Gau Mittelbaden und auch zweimal die Süddeutsche Meisterschaft. 1905/06 ging der 1. FC Pforzheim als Meister im Gau Mittelbaden hervor, obwohl sein Verein nach Abschluss der Runde dieser war. Heinrich Link, der nur eine Spielgenehmigung für die zweite Mannschaft besaß, wurde dennoch in der ersten Mannschaft eingesetzt; alle Spiele der Saison wurden daraufhin gegen den Verein gewertet.
Aufgrund der beiden Süddeutschen Meisterschaften nahm sein Verein zweimal an der Endrunde um die Deutsche Meisterschaft teil, wobei er lediglich das am 24. April 1904 im Innenraum der Berliner Radrennbahn Friedenau ausgetragene Viertelfinale gegen den BTuFC Britannia 1892 bestritt und dieses mit 1:6 deutlich verlor, wobei ihm ein Eigentor zum 1:3 unterlief.
In der Folgesaison – in der er in der Endrunde nicht eingesetzt wurde – drang sein Verein bis ins Finale vor, das dieser am 11. Juni 1905 im Stadion Weidenpescher Park in Cöln vor 3.500 Zuschauern jedoch mit 0:2 gegen den BTuFC Union 1892 verlor.

## Erfolge
- Zweiter der Deutschen Meisterschaft 1905
- Süddeutscher Meister 1904, 1905
- Meister Gau Mittelbaden 1904, 1905